# Bruce Hart (lutador)

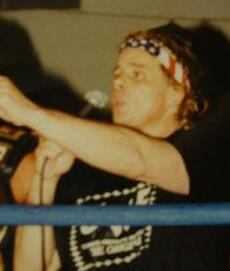
Bruce Hart em 1997

Bruce Dennis Luis Hart (Calgary, 13 de janeiro de 1950) é um ex-lutador de wrestling profissional américo-canadense. Bruce é o segundo filho de Stu Hart e membro da larga família Hart. Atualmente, dedica-se a instrução e treinamento de lutadores.
Sua aparição mais recente na WWE aconteceu na WrestleMania XXVI, onde foi o árbitro especial surpresa da luta entre Vince McMahon e Bret Hart, onde ajudou seu irmão a vencer o combate.